# Lorella Stefanelli
Lorella Stefanelli (* 20. Februar 1959 in San Marino) ist eine Politikerin aus San Marino. Gemeinsam mit Nicola Renzi wurde sie am 17. März 2015 für die Periode vom 1. Oktober 2015 bis 1. April 2016 zum Capitano Reggente, dem Staatsoberhaupt von San Marino, gewählt.
Stefanelli studierte Jura an der Universität Bologna. Sie ist Anwältin und Notarin und in leitenden Funktionen im öffentlichen Dienst von San Marino tätig. Von 1978 bis 1991 leitete sie das Ufficio Segreteria Istituzionale. Im Anschluss war sie von 1991 bis 1994 freiberufliche Rechtsanwältin und Notarin und unterrichtete san-marinesisches Recht an der Oberschule (Scuola Secondaria Superiore). Ab 1994 war sie beim Ufficio di Stato Civile, Servizi demografici ed Elettorali beschäftigt. 2003 war sie Coordinatore des Gesundheitsministeriums, von 2004 bis 2007 Leiterin der Direzione Finanza Pubblica und zwischen 2010 und 2012 Coordinatore des Arbeitsministeriums. Derzeit ist sie in leitender Funktion im Tourismusministerium beschäftigt.
Stefanelli wurde erstmals bei der Parlamentswahl im Dezember 2012 als Unabhängige auf der Liste der PDCS-NS in den Consiglio Grande e Generale, das Parlament von San Marino gewählt. Sie gehört dem Innen- und Justizausschuss an. Sie leitet seit Januar 2013 die san-marinesische Delegation bei der Parlamentarischen Versammlung des Europarates und war Mitglied des Untersuchungsausschusses zur Cassa di Risparmio.
Stefanelli ist verheiratet und hat zwei Kinder. Sie lebt in Serravalle.